# Phostria rosalina
Phostria rosalina là một loài bướm đêm trong họ Crambidae.